# Les (kommunhuvudort)
Les är en kommunhuvudort i Spanien.   Den ligger i provinsen Província de Lleida och regionen Katalonien, i den nordöstra delen av landet, 400 km nordost om huvudstaden Madrid. Les ligger 638 meter över havet och antalet invånare är 755.
Terrängen runt Les är huvudsakligen bergig. Les ligger nere i en dal. Runt Les är det glesbefolkat, med 18 invånare per kvadratkilometer. Närmaste större samhälle är Vielha, 13,9 km sydost om Les. I omgivningarna runt Les växer i huvudsak blandskog.